# Чечуліна
Чечу́ліна (рос. Чечулина) — присілок у складі Каменського міського округу Свердловської області.
Населення — 88 осіб (2010, 104 у 2002).
Національний склад станом на 2002 рік: росіяни — 87 %.